# Maicon Pereira Roque
Maicon Pereira Roque (São Paulo, Brasil, 14 de septiembre de 1988), conocido como Maicon, es un futbolista brasileño. Juega de defensa en el Coritiba del Campeonato Brasileño de Serie B.

## Trayectoria
Maicon comenzó su carrera en el Cruzeiro Esporte Clube, pasando la temporada siguiente a la modesta Associação Desportiva Cabofriense.
Tuvo su primera aventura en el extranjero con el Clube Desportivo Nacional en la temporada 2008/09, siendo uno de los pilares defensivos del equipo, que a su vez se clasificó para la Liga Europa de la UEFA 2009-10. Gracias a sus buenas actuaciones con los de Funchal, el 4 de junio de 2009, firmó con el Porto, en un contrato vigente hasta el 2014. Apareció en sólo cuatro juegos en su primer año.
Después de que Bruno Alves se fue para el Zenit San Petersburgo, se convirtió en un habitual en el primer equipo en 2010-11, jugando en 37 partidos oficiales para que el Porto ganase el triplete (incluyendo los ocho en la obtención de la Liga Europa de la UEFA). En la siguiente temporada - con un nuevo DT Vítor Pereira - después de la lesión de Cristian Săpunaru, venció la competencia de Jorge Fucile y comenzó a ser utilizado a menudo como lateral derecho.
El 2 de marzo de 2012, después de un tiro libre, Maicon anotó un gol en fuera de juego sobre el final en una victoria de visitante 3-2 contra Benfica. Él anotó cinco goles en 35 partidos en dos temporadas ayudando a su equipo a obtener campeonatos de liga consecutivos.
El 29 de septiembre de 2015, Maicon anotó el gol de la victoria por 2-1 sobre el Chelsea por la Liga de Campeones, en lo que fue su tercer gol de la temporada.
El 14 de febrero de 2016 después de haber sido criticado por algunas malas actuaciones con el Porto, fue cedido al São Paulo.
El 1 de julio de 2017 fue transferido al Galatasaray S. K. de Turquía.
El 4 de febrero de 2019 fue oficializado como nuevo jugador del Al-Nassr saudí.
El 1 de enero de 2022 fue anunciado su regreso a Cruzeiro, club en el cual debutó. Esta segunda etapa duró poco tiempo, ya que en el mes de marzo se marchó al Santos F. C.
El 28 de junio de 2023 fue anunciado como nuevo fichaje del Vasco da Gama, con contrato válido hasta final de temporada. Estuvo una campaña y media y en enero de 2025 fue prestado al Coritiba.

## Clubes
| Club                | País                | Año                 | Partidos | Goles |
| ------------------- | ------------------- | ------------------- | -------- | ----- |
| Cruzeiro E. C.      | Brasil              | 2007                | 1        | 0     |
| Cabofriense         | Brasil              | 2008                | 1        | 0     |
| C. D. Nacional      | Portugal            | 2008-2009           | 39       | 0     |
| F. C. Porto         | Portugal            | 2009-2016           | 190      | 13    |
| F. C. Porto "B"     | Portugal            | 2013                | 1        | 1     |
| São Paulo F. C.     | Brasil              | 2016-2017           | 72       | 5     |
| Galatasaray S. K.   | Turquía             | 2017-2019           | 57       | 6     |
| Al-Nassr            | Arabia Saudita      | 2019-2021           | 70       | 0     |
| Cruzeiro E. C.      | Brasil              | 2022                | 3        | 0     |
| Santos F. C.        | Brasil              | 2022-2023           | 42       | 0     |
| C. R. Vasco da Gama | Brasil              | 2023-               | 55       | 1     |
| Coritiba (cedido)   | Brasil              | 2025-               |          |       |
| Total en la carrera | Total en la carrera | Total en la carrera | 531      | 26    |

## Palmarés

### Títulos nacionales
| Título                      | Club              | País           | Año  |
| --------------------------- | ----------------- | -------------- | ---- |
| Supercopa de Portugal       | F. C. Porto       | Portugal       | 2009 |
| Copa de Portugal            | F. C. Porto       | Portugal       | 2010 |
| Supercopa de Portugal       | F. C. Porto       | Portugal       | 2010 |
| Primeira Liga               | F. C. Porto       | Portugal       | 2011 |
| Copa de Portugal            | F. C. Porto       | Portugal       | 2011 |
| Supercopa de Portugal       | F. C. Porto       | Portugal       | 2011 |
| Primeira Liga               | F. C. Porto       | Portugal       | 2012 |
| Supercopa de Portugal       | F. C. Porto       | Portugal       | 2012 |
| Primeira Liga               | F. C. Porto       | Portugal       | 2013 |
| Supercopa de Portugal       | F. C. Porto       | Portugal       | 2013 |
| Superliga de Turquía        | Galatasaray S. K. | Turquía        | 2018 |
| Liga Profesional Saudí      | Al-Nassr          | Arabia Saudita | 2019 |
| Supercopa de Arabia Saudita | Al-Nassr          | Arabia Saudita | 2019 |
| Supercopa de Arabia Saudita | Al-Nassr          | Arabia Saudita | 2020 |

### Títulos internacionales
| Título                 | Club        | Sede   | Año  |
| ---------------------- | ----------- | ------ | ---- |
| Liga Europa de la UEFA | F. C. Porto | Dublín | 2011 |